# Honoré Fragonard
Pour les articles homonymes, voir Fragonard.
Honoré Fragonard, né à Grasse le 13 juin 1732, mort à Charenton le 5 avril 1799, est un anatomiste français célèbre pour ses Écorchés, qui sont conservés dans le musée Fragonard (École nationale vétérinaire d'Alfort). C'est un cousin germain de Jean-Honoré Fragonard.

## Biographie

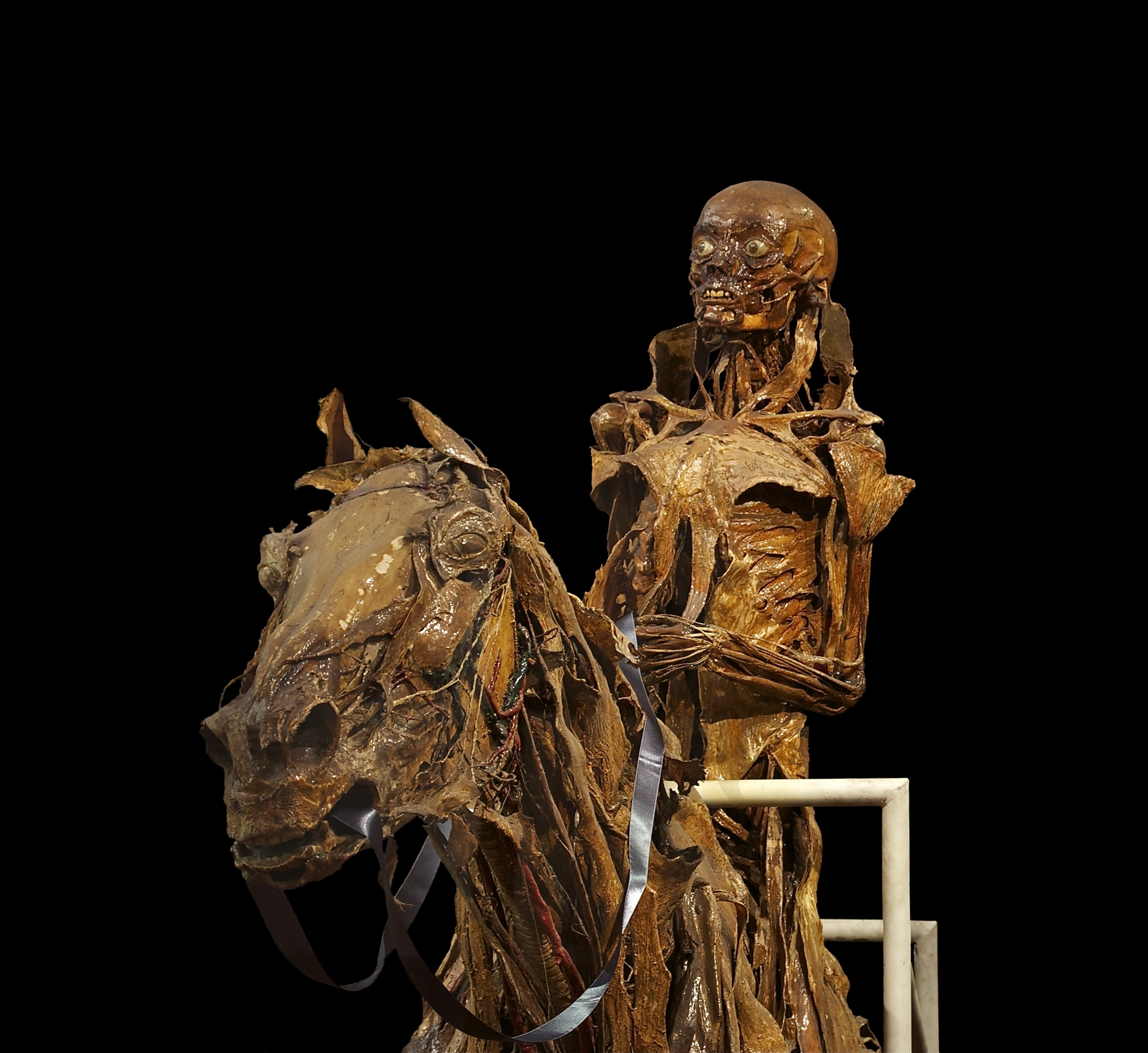
Écorché d'un cheval et de son cavalier réalisé entre 1766 et 1771 par Honoré Fragonard.

Honoré Fragonard naît le 13 juin 1732 à Grasse, en France. Il est le fils de l'homonyme Honoré Fragonard, marchand gantier et parfumeur, et de Marie Honorade Isnard, fille d'un maître apothicaire. Après des études de chirurgie, Honoré Fragonard obtient son brevet en 1759 puis est recruté en 1762 par Claude Bourgelat, écuyer du roi Louis XV et fondateur à Lyon de la première école vétérinaire du monde. Fragonard y exerce comme professeur d’anatomie (1765-1771) et directeur de l’école (1763-1771) — des documents mentionnent son nom en qualité de directeur — et commence à réaliser ses premières pièces anatomiques.
En 1764, Bourgelat, nommé « inspecteur général de l'école vétérinaire de Lyon et de toutes les écoles vétérinaires à établir dans le royaume », a la charge de diffuser ce type d'établissement dans le pays. Louis XV, à la demande de Bourgelat et de Henri Bertin, décide d'ouvrir une école vétérinaire à Paris. L'école est d'abord implantée rue Sainte-Apolline avant d'être déménagée au château d'Alfort (Maisons-Alfort) en 1766. Fragonard y occupe les mêmes postes qu'à Lyon.
Fragonard, en plus de disséquer minutieusement ses sujets, réalise des écorchés. Il maîtrise une technique de conservation qui reste encore en partie un mystère au XXIe siècle et a permis à ses pièces de parvenir jusqu'à nous en résistant aux dommages du temps et du dermeste du lard. De plus, il donne des poses artistiques, voire théâtrales, à certaines de ses pièces, qui relèvent alors plutôt d'une recherche d'effets dramatiques que de la simple recherche scientifique ; en témoignent notamment des réalisations comme le Cavalier ou L'Homme à la Mandibule.
Durant 6 ans, à l'École vétérinaire d'Alfort, il prépare des milliers de pièces, dont une bonne cinquantaine d'écorchés et commence à fournir les cabinets de curiosités de toute l'aristocratie française. Son enseignement d'anatomie comprend l’étude du cheval, du bœuf et de la brebis, mais aussi celle du corps humain, alors le modèle de référence. Il est renvoyé de l'École vétérinaire d'Alfort en 1771 à cause de conflits incessants avec Claude Bourgelat. Il continue alors à disséquer chez lui, et s'assure de larges revenus en vendant ses œuvres à l'aristocratie.
En 1793, aux côtés de son cousin et du peintre Jacques-Louis David, il devient membre du Jury national des arts, puis est nommé membre de la Commission temporaire des Arts l'année suivante. À ce poste, il inventorie notamment son ancienne collection à l'École d'Alfort. Il ambitionne de rassembler ses pièces au sein d'un grand Cabinet national d’anatomie, mais celles-ci attirent les convoitises et son inventaire servira finalement à disperser les pièces entre divers musées. Très affecté par cette dispersion, il devient directeur des recherches anatomiques de l’École de santé de Paris nouvellement créée, et décède à Charenton le 5 avril 1799.

## Technique de préparation des écorchés
Ce qui a fait la célébrité d'Honoré Fragonard est sa technique de conservation de ses écorchés. Lors des fortes chaleurs de l'épisode de canicule de 2003, plusieurs injections vasculaires des écorchés ont commencé à fondre. Ce phénomène s'était déjà produit par le passé et certaines pièces étaient fortement touchées. Afin de les sauvegarder, une étude approfondie a été menée sur l'écorché « l’Homme à la Mandibule » (examen physique, radioscopie et endoscopie). Deux laboratoires américains, le laboratoire de recherche des monuments historiques et le LETIAM de l'IUT de Paris-XI-Orsay, ont participé à l'étude des échantillons.

### Récupération des cadavres et préparation des corps
Au XVIIIe siècle, l'anatomie connaît un vrai engouement en Europe et la demande en cadavres est forte pour les universités et les théâtres anatomiques qui réalisaient des séances publiques de dissection. Honoré Fragonard s'est probablement fourni, comme il était fréquent à l'époque, parmi les cadavres de condamnés à mort, de personnes mortes dans les hôpitaux, voire peut-être de cadavres volés dans des cimetières. Pour une conservation optimale, le corps devait être récupéré le plus tôt possible après le décès, afin d'éviter la putréfaction des organes et des tissus.
Les sujets écorchés étaient choisis pour leur maigreur : ils devaient avoir le minimum de graisse possible. Cela explique que des adolescents aient été choisis pour certaines figures, comme « Le cavalier ».
Une fois arrivés à l'atelier de Fragonard, les cadavres étaient lavés, rasés et des incisions dans les vaisseaux sanguins de surface étaient réalisées pour vider le corps de son sang. Le corps était ensuite réchauffé en étant plongé dans l'eau chaude pendant plusieurs heures. Puis Fragonard et ses assistants réalisaient une thoracotomie : ils retiraient la peau le long du sternum, détachaient le muscle pectoral ascendant et sciaient les côtes pour ouvrir le thorax. L'anatomiste incisait ensuite le péricarde pour séparer l'artère pulmonaire et l'aorte. Une ligature était réalisée sur l'aorte, et un tuyau était inséré dans cette dernière une fois le sang complètement vidé. Ce tuyau permettait d'injecter, avec un piston, un produit dans les vaisseaux sanguins du corps.

### Injections dans les vaisseaux sanguins
Selon Christophe Degueurce, professeur d'anatomie à l'École nationale vétérinaire d'Alfort et conservateur du musée, la technique utilisée par Fragonard était très proche de celle d'autres anatomistes. Jan Swammerdam est le premier à avoir introduit de la cire dans les vaisseaux sanguins ; Frederik Ruysch utilise un autre mélange, à base de suif, moins dur que la cire. L'anatomiste Jean-Joseph Sue, pour sa part, réalisait deux injections. La première était faite avec de l’essence de térébenthine mélangée à un pigment rouge pour les artères, et bleu pour les veines ; une deuxième injection, faite de suif, de cire et d'huile, permettait de pousser le premier produit coloré jusque dans les tout petits vaisseaux sanguins. Les artères pulmonaires et coronaires nécessitaient une injection spécifique. Dans le cas d'un fœtus, il était possible d'injecter le mélange directement dans la veine ombilicale. Certaines parties du corps, notamment les extrémités (mains, pieds, etc.), nécessitaient parfois des injections particulières .
Il fallait que la substance utilisée pour l'injection soit résistante aux basses températures pour ne pas casser en hiver, mais qu'elle ne fonde pas non plus avec les chaleurs de l'été.
Fragonard ne recourait pas à la cire pour son mélange mais utilisait du suif de mouton, de la résine de pin et une huile essentielle. Le suif de mouton fond à une température au-dessus de 20 °C, ce qui permettait de faire des injections dans les vaisseaux sans que le corps fût chauffé trop longtemps, voire sur des cadavres froids (à l'inverse, la cire d'abeille fond à 70 °C). Fragonard réussissait environ six injections sur dix. La résine de pin permettait que le corps, une fois séché, ne soit pas trop fragile.

### Retrait des chairs

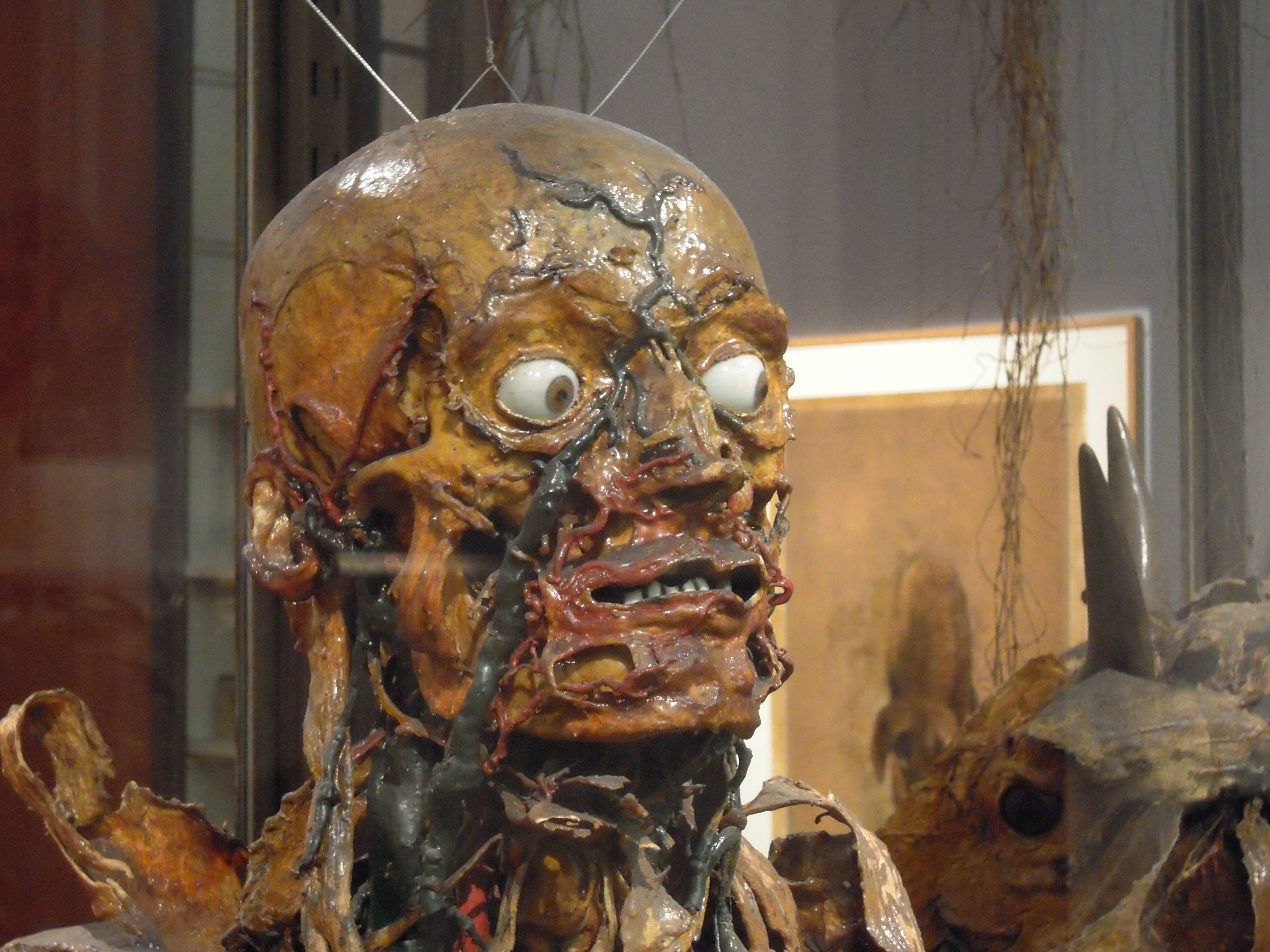
Écorché de Fragonard. Musée Fragonard de l'École vétérinaire de Maisons-Alfort.

Une fois les vaisseaux sanguins remplis de cette injection, les corps pouvaient être soumis à la corrosion. Le produit utilisé alors pour dissoudre les chairs ne devait pas abimer les vaisseaux sanguins mis en évidence. Le dissolvant était généralement de l'« esprit de sel fumant » (solution concentrée d'acide chlorhydrique) ou de l'eau forte (acide nitrique). Les corps étaient plongés pendant plusieurs semaines dans un bain de dissolvant, puis les chairs étaient retirées de manière précautionneuse pour ne pas abîmer les vaisseaux. Certains organes (poumons, intestins, encéphale) étaient retirés. Les yeux étaient soit gonflés, soit retirés et remplacés par des yeux en porcelaine (comme sur « l’Homme à la Mandibule »).

### Séchage des corps et peinture des vaisseaux
Une fois les injections réalisées et les chairs préparées, Honoré Fragonard et son équipe faisaient tremper les corps pendant huit à quinze jours dans de l’alcool, puis dans de l'acide acétique et du chlorure de mercure. Ensuite, les corps étaient placés dans une pièce aérée. Ils étaient fixés à un cadre avec des fils, des bâtons voire des pièces métalliques ; des aiguilles permettaient de faire tenir les muscles pour donner au corps une position spécifique. Au fur et à mesure du séchage, les pièces de maintien étaient déplacées et retirées, afin de donner aux muscles la position voulue.
Cette étape achevée, les vaisseaux sanguins étaient mis en évidence. Le corps sec était enduit d'un vernis blanc à base d'alcool, dont la composition n'est pas connue avec précision. Des pigments pouvaient être ajoutés à ce vernis : rouge pour les artères, bleu pour les veines, blanc pour le système nerveux. Enfin, pour éviter que les corps ne soient mangés par les insectes, Fragonard vernissait sa préparation avec de la résine de mélèze, la térébenthine de Venise, probablement à l'origine de l'absence d'attaque des pièces anatomiques sèches par les insectes destructeurs (notamment le dermeste du lard).

### Postérité de la technique
La technique d'Honoré Fragonard est devenue au XIXe siècle le standard en anatomie, et a été reprise par Jean-Nicolas Gannal et Pierre Boitard.
En 2007 et 2008, un projet de rénovation du musée Fragonard a été mené, afin d'améliorer les conditions de conservation des écorchés. La salle des écorchés a été séparée du reste du musée par une cloison, et la pièce est maintenue à une température de 18 °C et une hygrométrie de 50 % maximum.

## Collection de préparations anatomiques
La collection de Fragonard était l'une des plus riches de France, sinon du monde, jusqu'à ce qu'elle soit dispersée sous la Révolution. Seuls vingt-et-un écorchés restés sur place à Alfort sont parvenus jusqu'à nous, la plupart conservés au musée Fragonard de l'École vétérinaire de Maisons-Alfort. Le musée Orfila de la faculté de médecine de Paris recèle encore un écorché de singe préparé par Fragonard, de même que le musée Atger de l'université Montpellier-I. Le Muséum national d'histoire naturelle en possédait également, mais ils ont été jetés au début du XIXe siècle.

## Hommages
- Honoré Fragonard apparaît dans le roman La Vénus anatomique de Xavier Mauméjean (2004). Il est le personnage central du roman de Patrick Roegiers Le Cousin de Fragonard (2006). Son travail est également reflété dans le roman  Haereditatem, de l'écrivain Javier Cobo.
- Franck Thilliez fait longuement référence à ses écorchés dans son thriller La Chambre des morts (2005).
- Interprété par Robin Renucci, il est l’un des protagonistes du film Les Deux Fragonard (1989). Dans ce drame historique de Philippe Le Guay, un aristocrate pervers tente de le contraindre à disséquer à fin de conservation une jeune lavandière dont lui et son cousin sont tombés amoureux.
- Fragonard (2011), docu-fiction de Jacques Donjean et Olivier Horn, avec Bruno Todeschini.
- Dans une série documentaire, Les Aventuriers du corps humain, diffusée sur ARTE en 1996, un volet d'1h15, L'Obscur Fragonard, lui est consacré.